# Friedrich Mitterwurzer
Friedrich Mitterwurzer, nome completo Anton Friedrich Mitterwurzer (Dresda, 16 ottobre 1844 – Vienna, 13 febbraio 1897), è stato un attore teatrale, regista e drammaturgo tedesco.

## Biografia

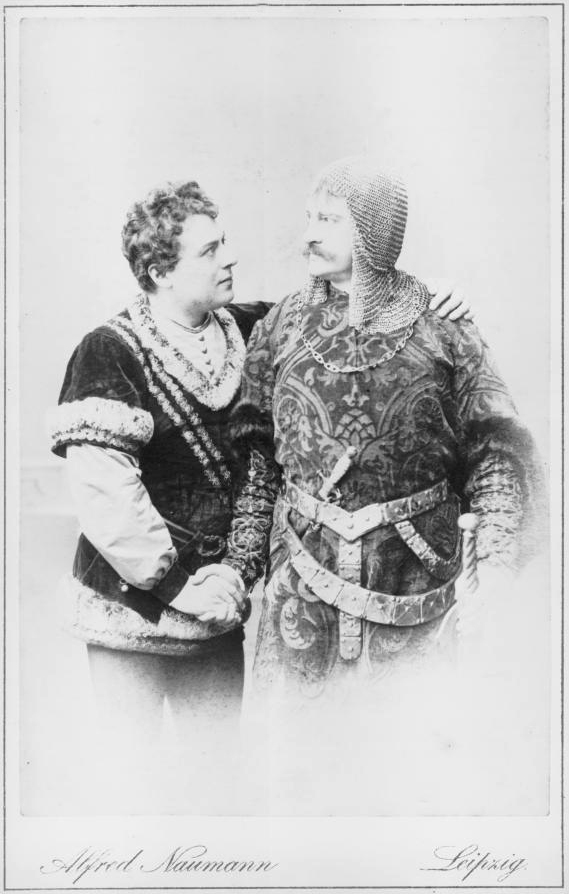
Friedrich Mitterwurzer e Max Staegemann, 1890

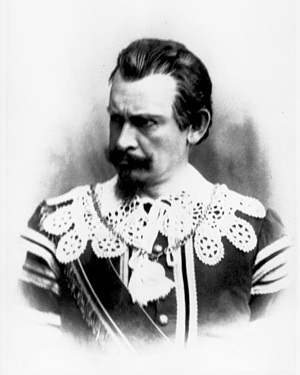
Friedrich Mitterwurzer nel 1896

Friedrich Mitterwurzer nacque a Dresda il 16 ottobre 1844, figlio del noto cantante baritono Anton Mitterwurzer (1818-1876) e dell'attrice A. Herold, che gli diede lezioni di recitazione.
Friedrich Mitterwurzer debuttò a diciotto anni a Meißen, dopo di che si trasferì, nel 1866, a Graz, dove interpretò Amleto, Faust, Romeo e Giulietta, per soggiornare poi negli anni 1869-1871 a Lipsia e infine stabilirsi a Vienna, dove, con poche interruzioni dovute a tournée all'estero, nei Paesi Bassi e in America,  rimase sino alla morte, recitando soprattutto nel Burgtheater.
Friedrich Mitterwurzer nel 1867 sposò l'attrice Christine Wilhelmine.
Tra le sue interpretazioni si possono menzionare le figure legate alla tragedia classica, al dramma naturalistico e alla commedia; i ruoli di importanti amanti e tiranni; parti classiche e contemporanee, nelle quali Mitterwurzer riuscì a distinguersi grazie alle sue capacità mimiche, all'abilità gestuale e della parola, eccellendo più che nei grandi protagonisti (Amleto, Riccardo III), nei personaggi di fianco, ironici o brutali (Iago, Calibano, Wurm, Hjalmar), da lui interpretati ed espressi con un'incisività e una potenza notevole.
Non seguì la tradizionale arte della declamazione in voga allora nel Burgtheater, così come non si avvicinò troppo alle tendenze naturalistiche del suo tempo e seppe conferire alla sua recitazione caratteri prevalentemente scenici.
Ha scritto numerose opere, soprattutto commedia di un atto, che sono state eseguite con successo nei paesi di lingua tedesca.

## Opere
- Ein Sieg der Geschichte (1874)
- Strohfeuer
- Ein Haufmittel
- Der liebe Cousin
- Edgars Kammermädchen